# Jan Wantuła

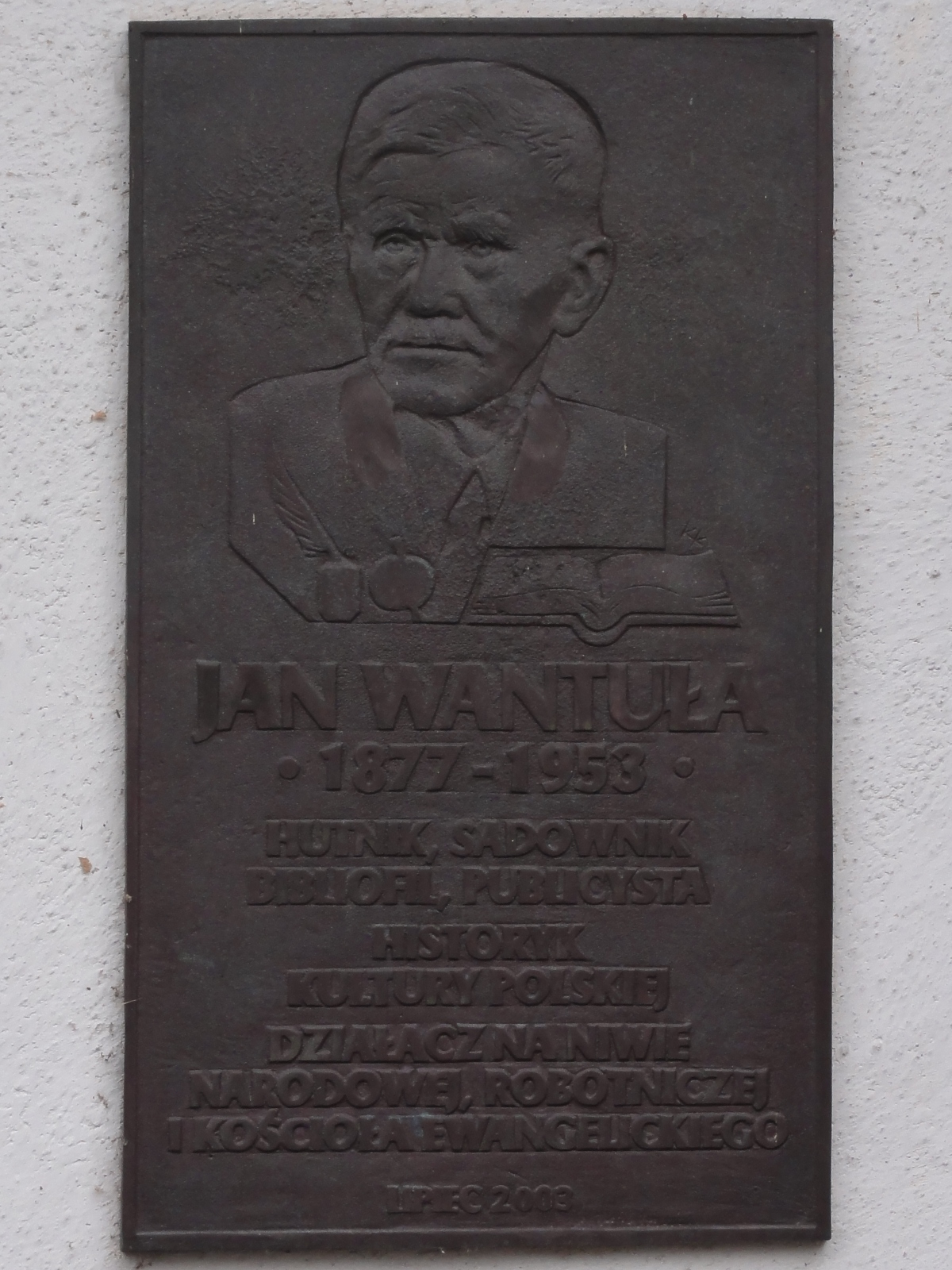
Tablica poświęcona Janowi Wantule na budynku Muzeum Ustrońskiego

Jan Wantuła, ps. Jan Gojański (ur. 20 września 1877 w Ustroniu, zm. 29 lipca 1953 tamże) – polski ślusarz hutniczy, sadownik, pisarz ludowy i bibliofil.

## Życiorys
Pochodził z rodziny osiadłej na Śląsku Cieszyńskim co najmniej od XVII wieku. Przez całe życie był związany ze Śląskiem Cieszyńskim. Urodził się w Ustroniu 20 września 1877 roku. Ukończył jedynie trzyklasową szkołę ewangelicką w Ustroniu i w wieku 14 lat rozpoczął pracę w arcyksiążęcej hucie ustrońskiej. Przepracował później jako hutnik i ślusarz hutniczy 34 lata, później gospodarując równocześnie na 4-hektarowym gospodarstwie, odziedziczonym po ojcu. Z huty w Ustroniu został usunięty w 1907 za działalność patriotyczną. Wówczas podjął pracę w hucie w Trzyńcu. Był działaczem organizacji społeczno-kulturalnych i propagatorem czytelnictwa (od 1897 członek Czytelni Ludowej w Cieszynie). Od 1898 zamieścił na łamach czasopism około 350 artykułów. Publikował na łamach: „Głosu Ludu Śląskiego”, „Zorzy”, „Kuriera Lwowskiego”, „Przyszłości Ludu” oraz „Myśli Niepodległej”. Odkrył 
i opisał Jurę Gajdzicę z Cisownicy, chłopa z VXIII w. posiadającego własną bibliotekę. Spisał kroniki Goleszowa i Ustronia.
Korespondował m.in. z Władysławem Orkanem i Marią Wysłouchową.
Zmarł w Ustroniu 29 lipca 1953 roku.

## Życie prywatne
Ojciec Andrzeja Wantuły. Był wyznania ewangelickiego.

## Upamiętnienie
W 1976 roku imieniem Jana Wantuły została nazwana ulica w katowickiej dzielnicy Kostuchna.

## Ordery i odznaczenia
- Złoty Krzyż Zasługi (po raz II, 22 lipca 1952)[4]
- Srebrny Wawrzyn Akademicki (5 listopada 1935)[5]

## Publikacje
- Pamiętnik Jury Gaydzicy z Cisownicy, [w:] „Zaranie Śląskie” nr 3/1930.
- Dr Paweł Oszelda, bojownik o wolność ludu 1848, [w:] „Zaranie Śląskie” nr 1/1935.
- Najdawniejszy polski ekslibris chłopski, Warszawa 1935.
- Śląsk ewangelicki w walce z alkoholizmem, Cieszyn 1937.
- Obrazki z huty trzynieckiej, [w:] „Głos Ludu Śląskiego”, 1947.
- Rok 1848 na Śląsku Cieszyńskim (1954).

### Wydane po śmierci pisarza
- Karty z dziejów ludu Śląska Cieszyńskiego (wybór pism) (1954);
- Książki i ludzie (1956).